# Oxytropis platonychia
Oxytropis platonychia är en ärtväxtart som beskrevs av Aleksandr Andrejevitj Bunge. Oxytropis platonychia ingår i släktet klovedlar, och familjen ärtväxter. Inga underarter finns listade i Catalogue of Life.